# Mandato de Kamala Harris como fiscal general de California

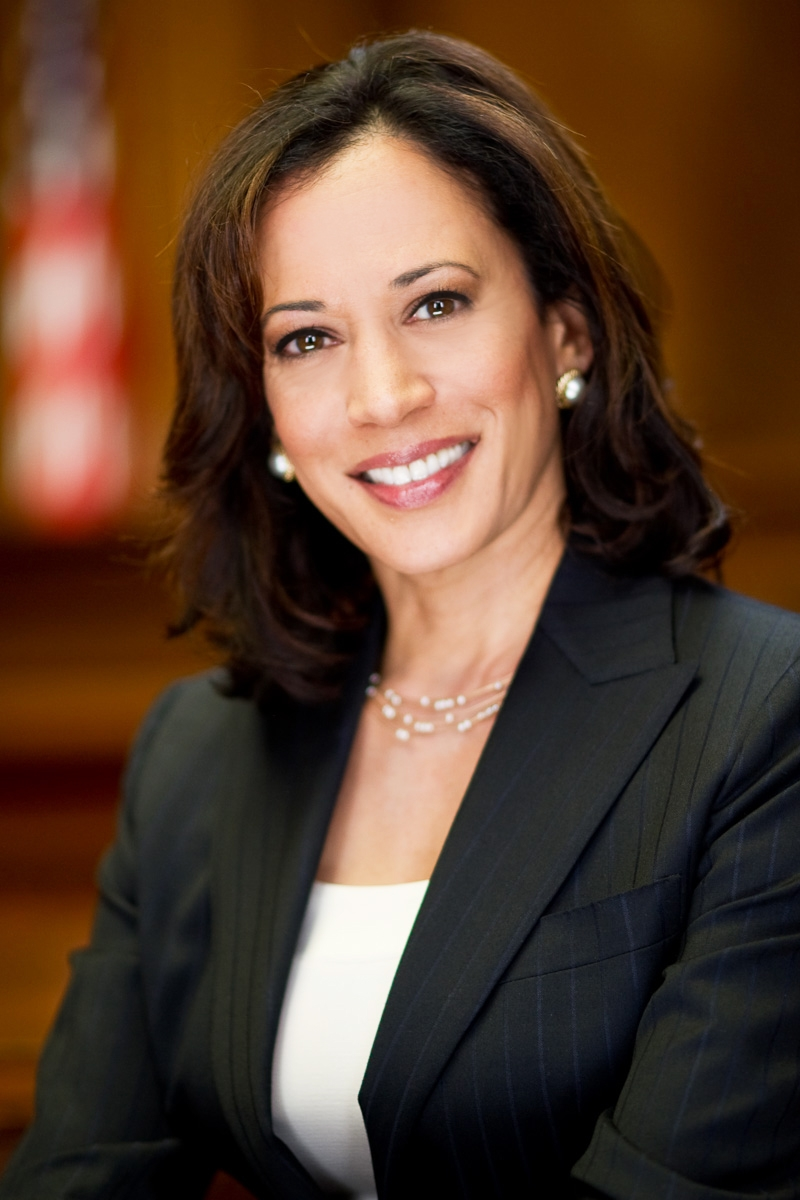
Retrato oficial de Harris como fiscal general de California.

Kamala Harris fue elegida fiscal general de California  en 2010 y ocupó ese cargo de 2011 a 2017.

## Elecciones

### 2010

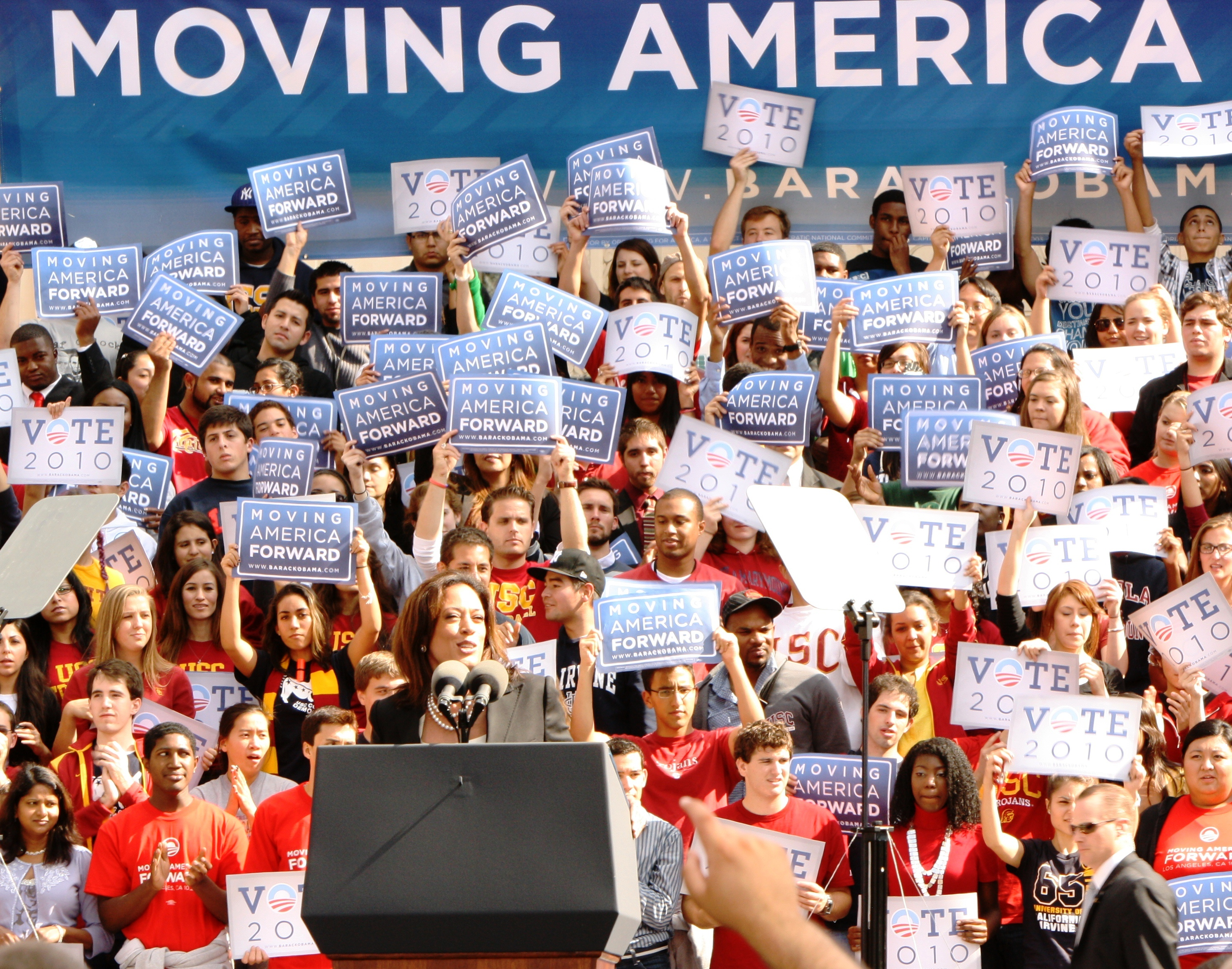
Harris hablando en un mitin demócrata en la Universidad del Sur de California en octubre de 2010.

Casi dos años antes de las elecciones de 2010, Harris anunció que planeaba postularse para el puesto de fiscal general de California.  También afirmó que se postularía sólo si el entonces fiscal general Jerry Brown no buscaba la reelección.  Brown, en cambio, optó por postularse para gobernador y Harris consiguió el apoyo de destacados demócratas de California.  Las senadoras de California, Dianne Feinstein y Barbara Boxer, la presidenta de la Cámara de Representantes, Nancy Pelosi, la cofundadora de laUnión de Campesinos Dolores Huerta, y el alcalde de Los Ángeles, Antonio Villaraigosa, la respaldaron durante las primarias demócratas.  En las primarias del 8 de junio de 2010, fue nominada con el 33,6 por ciento de los votos, derrotando a Alberto Torrico y Chris Kelly. 
En las elecciones generales, se enfrentó al fiscal de distrito republicano del condado de Los Ángeles, Steve Cooley, quien lideró la mayor parte de la carrera.   Cooley se postuló como no partidista,  distanciándose de la campaña de la candidata republicana a gobernador Meg Whitman.  Las elecciones se celebraron en noviembre. 2, pero después de un período prolongado de recuento de votos por correo y provisionales, Cooley aceptó su derrota el 25 de noviembre  Harris prestó juramento el 3 de enero de 2011. Fue la primera mujer, la primera afroamericana y la primera estadounidense del sur de Asia en ocupar el cargo de fiscal general en la historia del estado. 
Harris anunció su intención de postularse para la reelección en febrero de 2014 y presentó la documentación para postularse el 12 de febrero.  The Sacramento Bee,  Los Angeles Daily News,  y Los Angeles Times la respaldaron para la reelección. 
El 4 de noviembre de 2014, Harris fue reelegida, venciendo al republicano Ronald Gold, obteniendo el 57,5 por ciento de los votos frente al 42,5 por ciento. 

## Protección al consumidor

### Fraude, despilfarro y abuso

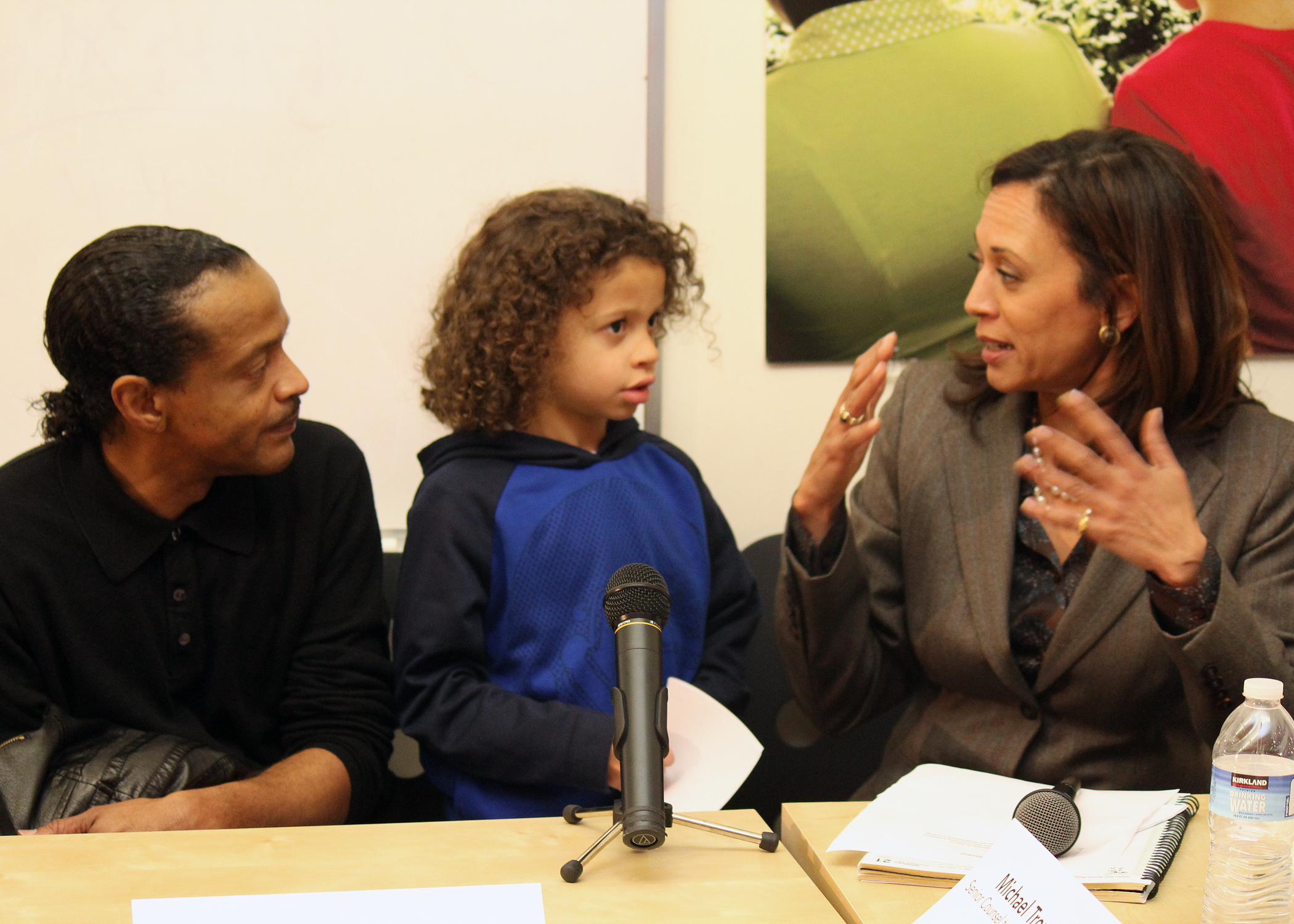
Harris se reunió con víctimas de ejecuciones hipotecarias en 2011

En 2011, Harris anunció la creación de la Fuerza de Ataque contra el Fraude Hipotecario (Mortgage Fraud Strike Force) a raíz de la crisis de ejecuciones hipotecarias de 2010 en Estados Unidos.  Ese mismo año, Harris obtuvo dos de las mayores recuperaciones en la historia de la Ley de Reclamaciones Falsas de California, $241 millones de Quest Diagnostics y luego $323 millones de la red sanitaria SCAN, sobre el exceso de pagos estatales de Medi-Cal y Medicare federal.  
En 2012, Harris aprovechó la influencia económica de California para obtener mejores condiciones en el Acuerdo Hipotecario Nacional contra los cinco administradores hipotecarios más grandes del país: JP Morgan Chase, Bank of America, Wells Fargo, Citigroup y Ally Bank.  Las empresas hipotecarias fueron acusadas de ejecutar ilegalmente a propietarios de viviendas. Después de rechazar una oferta inicial de 2 a 4 mil de millones de dólares  en ayuda para los californianos, Harris se retiró de las negociaciones. La oferta finalmente se incrementó a 18,4 mil de millones dólares. en alivio de la deuda y 2 mil millones de dólares en otra asistencia financiera para propietarios de viviendas de California.  
Harris trabajó con el presidente de la Asamblea Estatal de California, John Pérez, y el presidente interino del Senado, Darrell Steinberg, en 2013 para presentar la Declaración de Derechos de los Propietarios, considerada una de las protecciones más sólidas a nivel nacional contra tácticas agresivas de ejecución hipotecaria.  La Declaración de Derechos de los Propietarios prohibió las prácticas de "seguimiento dual" (procesar una modificación y una ejecución hipotecaria al mismo tiempo) y la firma automática y proporcionó a los propietarios un único punto de contacto en su institución crediticia.  Harris logró múltiples acuerdos de nueve cifras para propietarios de viviendas de California en virtud del proyecto de ley, principalmente por firmas automáticas y abusos de doble vía, además de procesar casos en los que los procesadores de préstamos no acreditaron rápidamente los pagos de la hipoteca, calcularon mal las tasas de interés y cobraron a los prestatarios tarifas inadecuadas. Harris obtuvo cientos de millones en ayuda, incluidos $268 millones de Ocwen Financial Corporation, 470 millones de dólares de HSBC y 550 millones de dólares de SunTrust Banks.   
De 2013 a 2015, Harris buscó recuperaciones financieras para las pensiones de maestros y empleados públicos de California, CalPERS y CalSTRS contra varios gigantes financieros por tergiversación en la venta de valores respaldados por hipotecas. Obtuvo múltiples recuperaciones de nueve cifras para las pensiones estatales, recuperando alrededor de $193 millones de Citigroup, 210 millones de S&P, 300 millones de JP Morgan Chase y más de 500 millones del Bank of America.    
En 2013, Harris se negó a autorizar una denuncia civil redactada por investigadores estatales que acusaban a OneWest Bank, propiedad de un grupo inversor encabezado por el futuro secretario del Tesoro de Estados Unidos, Steven Mnuchin (entonces un ciudadano privado), de "violación generalizada" de las leyes de ejecuciones hipotecarias de California.  Durante las elecciones de 2016, Harris fue el único candidato demócrata al Senado que recibió una donación de Mnuchin. Harris fue criticada por aceptar la donación porque Mnuchin supuestamente se benefició de la crisis de las hipotecas subprime a través de OneWest Bank;  Posteriormente votó en contra de su confirmación como secretario del Tesoro en febrero de 2017. En 2019, la campaña de Harris declaró que la decisión de no iniciar el procesamiento dependía de la incapacidad del estado para citar a OneWest. Su portavoz dijo: "No había duda de que OneWest realizó préstamos abusivos y la senadora Harris cree que deberían ser castigados. Desafortunadamente, la ley estaba totalmente de su lado y estaban protegidos de citaciones estatales porque son un banco federal". 
En 2014, Harris resolvió los cargos que había presentado contra el minorista de alquiler con opción a compra Aaron's por acusaciones de cargos por pagos atrasados incorrectos, cobrar de más a los clientes que pagaron sus contratos antes de la fecha de vencimiento y violaciones de privacidad. En el acuerdo, el minorista reembolsó $28,4 millones de dólares a clientes de California y pagó $3.4 millones en sanciones civiles. 
En 2015, Harris logró una sentencia de 1,2 mil de millones de dólares contra la empresa de educación postsecundaria con fines de lucro Corinthian Colleges por publicidad falsa y marketing engañoso dirigido a estudiantes vulnerables y de bajos ingresos y tergiversar las tasas de colocación laboral a estudiantes, inversores y agencias de acreditación.  El tribunal ordenó a Corinthian pagar 820 dólares millones en restitución y otros 350 dólares millones en sanciones civiles.  Ese mismo año, Harris también consiguió un acuerdo de 60 millones de dólares con JP Morgan Chase para resolver acusaciones de cobro ilegal de deudas con respecto a clientes de tarjetas de crédito, y el banco también acordó cambiar las prácticas que violaban las leyes de protección al consumidor de California al cobrar montos incorrectos, vender deudas de tarjetas de crédito incobrables y administrar una fábrica de cobro de deudas que "firmaba automáticamente" documentos judiciales sin revisar primero los archivos mientras se apresuraba a obtener sentencias y embargos salariales. Como parte del acuerdo, se exigió al banco que dejara de intentar cobrar más de 528.000 cuentas de clientes. 
En 2015, Harris abrió una investigación de la Oficina de Defensores de los Contribuyentes, San Diego Gas and Electric y Southern California Edison con respecto al cierre de la central nuclear San Onofre. Los investigadores del estado de California registraron la casa del regulador de servicios públicos de California, Michael Peevey, y encontraron notas escritas a mano que supuestamente mostraban que se había reunido con un ejecutivo de Edison en Polonia, donde ambos habían negociado los términos del acuerdo de San Onofre, dejando a los contribuyentes de San Diego con una deuda de $3,3 mil de millones para pagar el cierre de la planta. La investigación se cerró en medio de la candidatura de Harris en 2016 para el puesto en el Senado de Estados Unidos.  

### Derecho de privacidad
En febrero de 2012, Harris anunció un acuerdo con Apple, Amazon, Google, Hewlett-Packard, Microsoft y Research in Motion para exigir que las aplicaciones vendidas en sus tiendas muestren políticas de privacidad destacadas que informen a los usuarios qué información privada comparten y con quién.  Posteriormente Facebook se sumó al acuerdo. Ese verano, Harris anunció la creación de una Unidad de Protección y Aplicación de la Privacidad para hacer cumplir las leyes relacionadas con la privacidad cibernética, el robo de identidad y las violaciones de datos.  Más tarde, ese mismo año, Harris notificó a un centenar de desarrolladores de aplicaciones móviles sobre su incumplimiento de las leyes estatales de privacidad y les pidió que crearan políticas de privacidad o enfrentarían una multa de 2.500 dólares cada vez que un residente de California descargara una aplicación que no cumplía. 
En 2015, Harris consiguió dos acuerdos con Comcast, uno por un total de 33 millones de dólares por acusaciones de que publicó en línea los nombres, números de teléfono y direcciones de decenas de mil de clientes que habían pagado por un servicio telefónico de voz sobre protocolo de Internet (VOIP) no listado y otros $26 millones para resolver acusaciones de que descartó registros en papel sin omitir o redactar primero información privada del cliente.  Harris también llegó a un acuerdo con Houzz por las acusaciones de que la empresa grababa llamadas telefónicas sin notificar a los clientes ni a los empleados. Houzz se vio obligado a pagar 175.000 dólares, destruir las llamadas grabadas y contratar a un director de privacidad, la primera vez que se incluía una disposición de este tipo en un acuerdo con el Departamento de Justicia de California. 

## Reforma de la justicia penal

### Lanzamiento de la división de reducción del reingreso y la reincidencia
En noviembre de 2013, Harris lanzó la división de reducción del reingreso y la reincidencia (Division of Recidivism Reduction and Re-Entry) del Departamento de Justicia de California en asociación con las oficinas del fiscal de distrito en San Diego, Los Ángeles y el condado de Alameda.  En marzo de 2015, Harris anunció la creación de un programa piloto en coordinación con el Departamento del Sheriff del condado de Los Ángeles llamado "Back on Track LA". Como Back on Track, delincuentes por primera vez, no violentos y no sexuales, de entre 18 y 30 años. 90 hombres participaron en el programa piloto durante 24 a 30 meses. Se les asignó un administrador de casos y los participantes recibieron educación a través de una asociación con el Distrito de Colegios Comunitarios de Los Ángeles y servicios de capacitación laboral. 

### Controversias
El historial de Harris en casos de errores judiciales como fiscal general ha generado críticas de académicos y activistas.  La profesora de derecho Lara Bazelon sostiene que Harris "utilizó tecnicismos como arma para mantener tras rejas a personas condenadas injustamente en lugar de permitirles nuevos juicios".  Después de que la decisión de la Corte Suprema de los Estados Unidos de 2011 en Brown contra Plata declaró que las cárceles de California estaban tan superpobladas que infligían castigos crueles e inusuales, Harris luchó contra la supervisión federal y explicó: "Tengo un cliente y no puedo elegir a mi cliente".  Harris se negó a tomar posición alguna sobre las iniciativas de reforma de sentencias penales Prop 36 (2012) y Prop 47 (2014),, argumentando que sería impropio porque su oficina prepara las libretas de votación.  John Van de Kamp, un predecesor como fiscal general, públicamente no estuvo de acuerdo con la justificación. 
En septiembre de 2014, la oficina de Harris argumentó sin éxito en un expediente judicial contra la liberación anticipada de los prisioneros, citando la necesidad de que los reclusos trabajen como bomberos. Cuando el memorando provocó titulares, Harris se pronunció en contra, diciendo que no sabía que su oficina había elaborado el memorando.  Desde la década de 1940, los reclusos calificados de California tienen la opción de ofrecerse como voluntarios para recibir capacitación integral de Cal Fire a cambio de reducciones de sentencia y alojamiento en prisión más cómodo; Los bomberos de las prisiones reciben alrededor de 2 dólares al día y otro dólar cuando luchan contra incendios. 

## Derechos LGBT

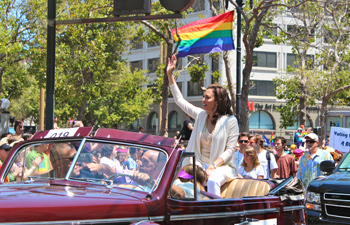
Harris en el Orgullo de San Francisco en 2013

### Oposición a la Proposición 8
En 2008, los votantes de California aprobaron la Proposición 8, una enmienda constitucional estatal que establece que sólo son válidos los matrimonios "entre un hombre y una mujer". Los opositores presentaron impugnaciones legales poco después de su aprobación, y un par de parejas del mismo sexo presentaron una demanda contra la iniciativa en un tribunal federal en el caso Perry contra Schwarzenegger (más tarde Hollingsworth contra Perry). En sus campañas de 2010, el fiscal general de California, Jerry Brown, y Harris se comprometieron a no defender la Proposición 8. 
Después de ser elegida, Harris declaró que su cargo no defendería la prohibición del matrimonio, dejando la tarea a los defensores de la Proposición 8.  En febrero de 2013, Harris presentó un escrito amicus curiae, argumentando que la Proposición 8 era inconstitucional y que los patrocinadores de la iniciativa no tenían capacidad legal para representar los intereses de California defendiendo la ley en un tribunal federal.  En junio de 2013, la Corte Suprema dictaminó, por 5 votos contra 4, que los defensores de la Proposición 8 carecían de legitimación activa para defenderla en un tribunal federal.  Al día siguiente, Harris pronunció un discurso en el centro de Los Ángeles instando al Noveno Circuito a levantar la suspensión que prohíbe los matrimonios entre personas del mismo sexo lo antes posible.  La suspensión fue levantada dos días después. 

### Prohibición de defensa contra el pánico de homosexuales y trans
En 2014, la fiscal general Kamala Harris copatrocinó una legislación para prohibir la defensa del pánico gay y trans en los tribunales,  que fue aprobada, California se convirtió en el primer estado con dicha legislación. 

### Michelle-Lael B. Norsworthy contra Jeffrey Beard y otros
En febrero de 2014, Michelle-Lael Norsworthy, una reclusa transgénero en la prisión estatal de Mule Creek en California, presentó una demanda federal basada en el hecho de que el Departamento de Correcciones y Rehabilitación de California no le proporcionó lo que, según ella, era una cirugía de reasignación de sexo médicamente necesaria (SRS).).  En abril de 2015, un juez federal ordenó al estado que proporcionara SRS a Norsworthy y descubrió que los funcionarios de la prisión habían sido "deliberadamente indiferentes a su grave necesidad médica".   Harris, en representación del CDCR, apeló la orden ante el Tribunal de Apelaciones del Noveno Circuito,  argumentando que la psicoterapia,  así como la terapia hormonal que Norsworthy había estado recibiendo para su disforia de género durante los catorce años anteriores, eran tratamiento médico suficiente.,  y no hubo "ninguna evidencia de que Norsworthy esté en peligro físico o emocional grave e inmediato".  Si bien Harris defendió la posición del estado ante el tribunal, dijo que finalmente presionó al Departamento de Correcciones y Rehabilitación de California para que cambiara su política.  En agosto de 2015, mientras la apelación del estado estaba pendiente, Norsworthy fue puesta en libertad condicional, obviando el deber del estado de brindarle atención médica a la reclusa  y haciendo que el caso fuera discutible.  En 2019, Harris declaró que asumía "toda la responsabilidad" por los escritos que presentó su oficina en el caso de Norsworthy y otros relacionados con el acceso a la cirugía de afirmación de género para reclusos trans. 

## Seguridad pública

### Esfuerzos contra el ausentismo escolar

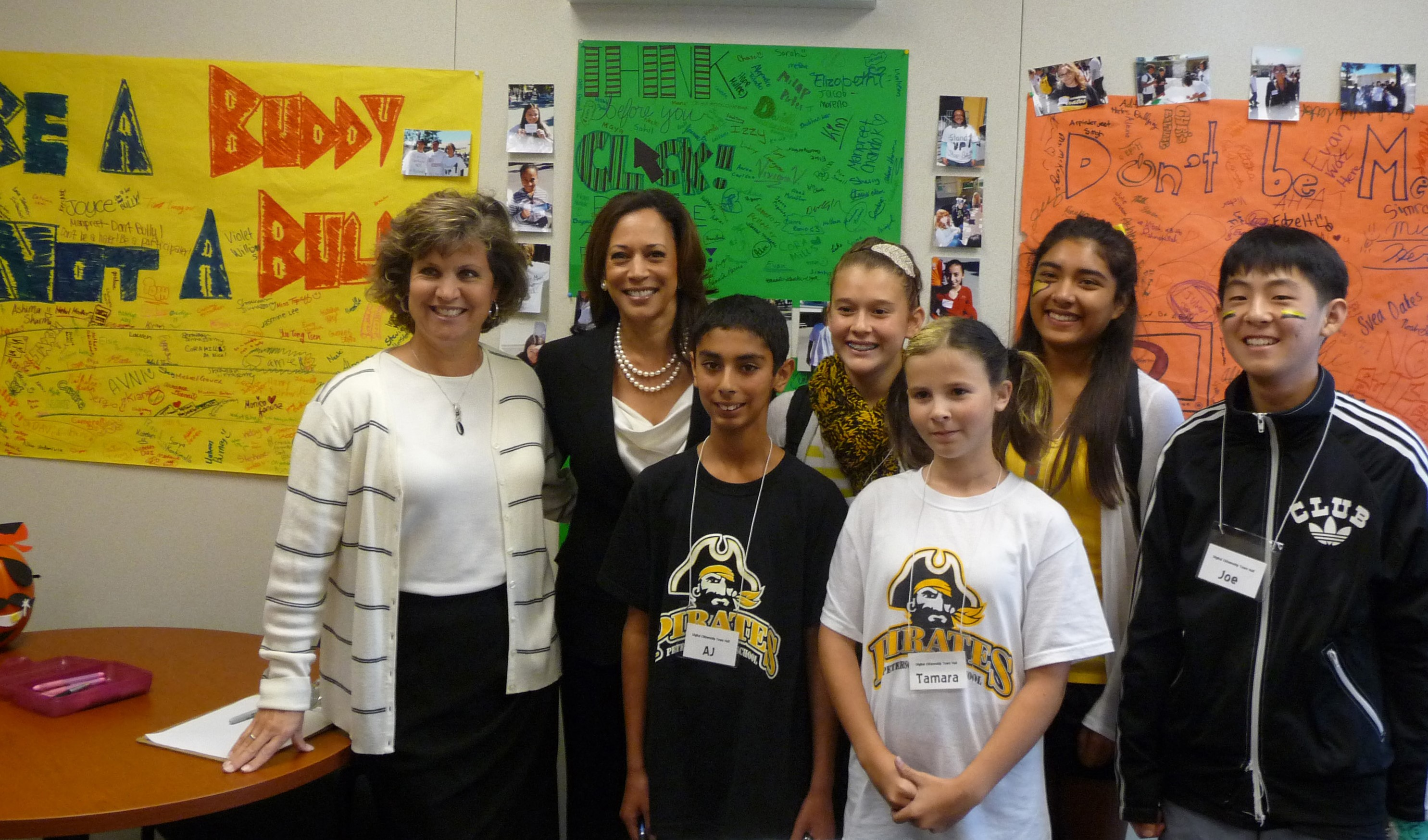
Harris visitando la escuela secundaria Peterson (distrito escolar unificado de Santa Clara) en 2010

En 2011, Harris instó a que se impusieran sanciones penales a los padres de niños ausentes, como lo hizo como fiscal de distrito de San Francisco, permitiendo al tribunal aplazar el fallo si el padre aceptaba un período de mediación para que su hijo vuelva a la escuela. Los críticos acusaron a los fiscales locales que implementaron sus directivas de ser demasiado entusiastas en su aplicación y que la política de Harris afectó negativamente a las familias.  En 2013, Harris publicó un informe titulado "In School + On Track", que encontró que más de 250.000 estudiantes de escuelas primarias en el estado estaban "ausentes crónicamente" y que la tasa de ausentismo escolar a nivel estatal para estudiantes de primaria en el año escolar 2012-2013 fue casi treinta por ciento, a un costo de casi $1,4 mil millones a los distritos escolares, ya que la financiación se basa en las tasas de asistencia. 

### Protección del medio ambiente
Harris dio prioridad a la protección del medio ambiente como fiscal general y primero obtuvo una indemnización de 44 millones de dólares para resolver todos los daños y costos asociados con el derrame de petróleo de Cosco Busan, en el que un buque portacontenedores chocó con el puente de la Bahía de San Francisco-Oakland y derramó 200.000 litros de combustible búnker en la Bahía de San Francisco.  A raíz del derrame de petróleo de Refugio de 2015, que depositó alrededor de 530.000 litros de petróleo crudo frente a la costa de Santa Bárbara, California, Harris recorrió la costa y ordenó a los recursos y abogados de su oficina que investigaran posibles violaciones criminales.  Posteriormente, el operador Plains All American Pipeline fue acusado de 46 cargos penales relacionados con el derrame, y un empleado fue acusado de tres cargos penales.  En 2019, un jurado de Santa Bárbara emitió un veredicto declarando a Plains culpable de no mantener adecuadamente su oleoducto y otros ocho cargos de delitos menores; fueron sentenciados a pagar más de $3 millones en multas y valoraciones. 
De 2015 a 2016, Harris consiguió múltiples acuerdos multimillonarios con las empresas de servicios de combustible Chevron, BP, ARCO, Phillips 66 y ConocoPhillips para resolver las acusaciones de que no monitorearon adecuadamente los materiales peligrosos en sus tanques de almacenamiento subterráneos utilizados para almacenar gasolina para venta al por menor en cientos de gasolineras de California.    En el verano de 2016, el fabricante de automóviles Grupo Volkswagen acordó pagar hasta 14,7 mil millones dólares para resolver una serie de reclamaciones relacionadas con el software utilizado para alterar los resultados de los controles técnicos de emisiones contaminantes en sus automóviles diésel mientras que en realidad emitían hasta cuarenta veces los niveles de óxidos de nitrógeno dañinos permitidos por las leyes estatales y federales.  Harris y la presidenta de la Junta de Recursos del Aire de California, Mary D. Nichols, anunciaron que California recibiría $1,18 mil millones y otros 86 millones de dólares pagados al estado de California en sanciones civiles. 

### Cumplimiento de la ley
La Proposición 69 (2004) de California exigía que las fuerzas del orden recogieran muestras de ADN de cualquier adulto arrestado por un delito grave y de personas arrestadas por ciertos delitos. En 2012, Harris anunció que el Departamento de Justicia de California había mejorado sus capacidades de prueba de ADN de modo que las muestras almacenadas en los laboratorios criminalísticos del estado ahora podrían analizarse cuatro veces más rápido, en un plazo de treinta días. En consecuencia, Harris informó que el Equipo de Servicio Rápido de ADN dentro de la Oficina de Servicios Forenses había eliminado el atraso de ADN de California por primera vez.  Posteriormente, la oficina de Harris recibió una subvención de 1,6 millones de dólares del del fiscal de distrito de Manhattan para eliminar los retrasos en los kits de violación no probados. 
En 2015, Harris llevó a cabo una revisión de 90 días sobre los prejuicios implícitos en la actuación policial y el uso policial de fuerza letal. En abril de 2015  presentó la primera capacitación de su tipo "Vigilancia policial con principios: justicia procesal y sesgo implícito", diseñada en conjunto con la psicóloga y profesora de la Universidad de Stanford, Jennifer Eberhardt, para ayudar a los agentes del orden a superar las barreras a la actuación policial neutral y reconstruir la confianza entre las autoridades, la aplicación de la ley y la comunidad. Todo el personal del nivel de comando recibió la capacitación. La capacitación fue parte de un paquete de reformas introducidas dentro del Departamento de Justicia de California, que también incluyó recursos adicionales desplegados para aumentar el reclutamiento y la contratación de diversos agentes especiales, una función ampliada para que el departamento contrle investigaciones de tiroteos relacionados con oficiales y vigilancia comunitaria.  El mismo año, el Departamento de Justicia de California de Harris se convirtió en la primera agencia estatal del país en exigir que todos sus agentes de policía usen cámaras corporales.  Harris también anunció una nueva ley estatal que exige que todas las agencias policiales de California recopilen, informen y publiquen estadísticas ampliadas sobre cuántas personas reciben disparos, heridas graves o muertes a manos de agentes del orden en todo el estado. 
Más tarde ese año, Harris apeló la orden de un juez de hacerse cargo del procesamiento de un caso de asesinato en masa de alto perfil y expulsar a los 250 fiscales de la oficina del fiscal de distrito del condado de Orange por acusaciones de mala conducta por parte del fiscal de distrito republicano Tony Rackauckas. Se alega que Rackauckas había empleado ilegalmente informantes en la cárcel y había ocultado pruebas.  Harris señaló que era innecesario prohibir a los 250 fiscales trabajar en el caso, ya que sólo unos pocos habían estado directamente involucrados, y luego prometió una investigación criminal más estrecha. El Departamento de Justicia de Estados Unidos inició una investigación sobre Rackauckas en diciembre de 2016, pero no fue reelegido. 
En 2016, Harris anunció una investigación de patrones y prácticas sobre supuestas violaciones de derechos civiles y uso de fuerza excesiva por parte de las dos agencias policiales más grandes del condado de Kern, California, el Departamento de Policía de Bakersfield y el Departamento del Sheriff del condado de Kern.  Calificados como los "departamentos de policía más mortíferos de Estados Unidos" en una exposición de cinco partes de The Guardian, una investigación separada encargada por la Unión Estadounidense por las Libertades Civiles y presentada al Departamento de Justicia de California corroboró informes sobre el uso excesivo de fuerza por parte de la policía. 

### Planificación familiar
En 2016, la oficina de Harris confiscó videos y otra información del apartamento de un activista antiaborto que había realizado grabaciones secretas y luego acusó a los médicos de Planned Parenthood de vender ilegalmente tejido fetal. Harris había anunciado que su oficina investigaría al activista en el verano de 2015. Ella enfrentaba crecientes críticas por no tomar medidas públicas cuando Planned Parenthood presentó una demanda contra el activista.  

### Delitos sexuales
En 2011, Harris obtuvo una declaración de culpabilidad y una sentencia de cuatro años de prisión de un acosador que utilizó Facebook y técnicas de ingeniería social para acceder ilegalmente a fotografías privadas de mujeres cuyas cuentas de redes sociales secuestró. Harris comentó que Internet había "abierto una nueva frontera para el crimen".  Más tarde ese año, Harris creó la Unidad de Delitos Electrónicos dentro del Departamento de Justicia de California, una unidad de 20 abogados que se ocupa de los delitos tecnológicos.  En 2015, varios proveedores de los llamados sitios de pornografía de venganza con sede en California fueron arrestados, acusados de delitos graves y sentenciados a largas penas de prisión.   En el primer procesamiento de este tipo en Estados Unidos, Kevin Bollaert fue declarado culpable de 21 cargos de robo de identidad y seis cargos de extorsión y sentenciado a 18 años de prisión.  Harris sacó a relucir estos casos cuando la congresista de California Katie Hill fue objeto de una explotación cibernética similar por parte de su exmarido y la obligó a dimitir a finales de 2019. 
En 2016, Harris anunció el arresto del director ejecutivo de Backpage, Carl Ferrer, por delitos graves de proxenetismo de un menor, proxenetismo y conspiración para cometer proxenetismo. La orden alegaba que el 99 por ciento de los ingresos de Backpage eran directamente atribuibles a anuncios relacionados con la prostitución, muchos de los cuales involucraban a víctimas de tráfico sexual, incluidos niños menores de 18 años.  El cargo de proxenetismo contra Ferrer fue desestimado por los tribunales de California en 2016 basándose en la Sección 230 de la Ley de Decencia en las Comunicaciones, pero en 2018, Ferrer se declaró culpable en California de lavado de dinero y acordó testificar contra los ex copropietarios de Backpage..  Ferrer se declaró simultáneamente culpable de cargos de lavado de dinero y conspiración para facilitar la prostitución en el tribunal estatal de Texas y en el tribunal federal de Arizona.   Bajo presión, Backpage anunció que eliminaría su sección para adultos de todos sus sitios en EE. UU.  Harris acogió con satisfacción la medida y dijo: "Espero que cierren por completo".  Las investigaciones continuaron después de que ella se convirtió en senadora y, en abril de 2018, las autoridades federales confiscaron Backpage y los sitios afiliados. 

### Organizaciones criminales transnacionales

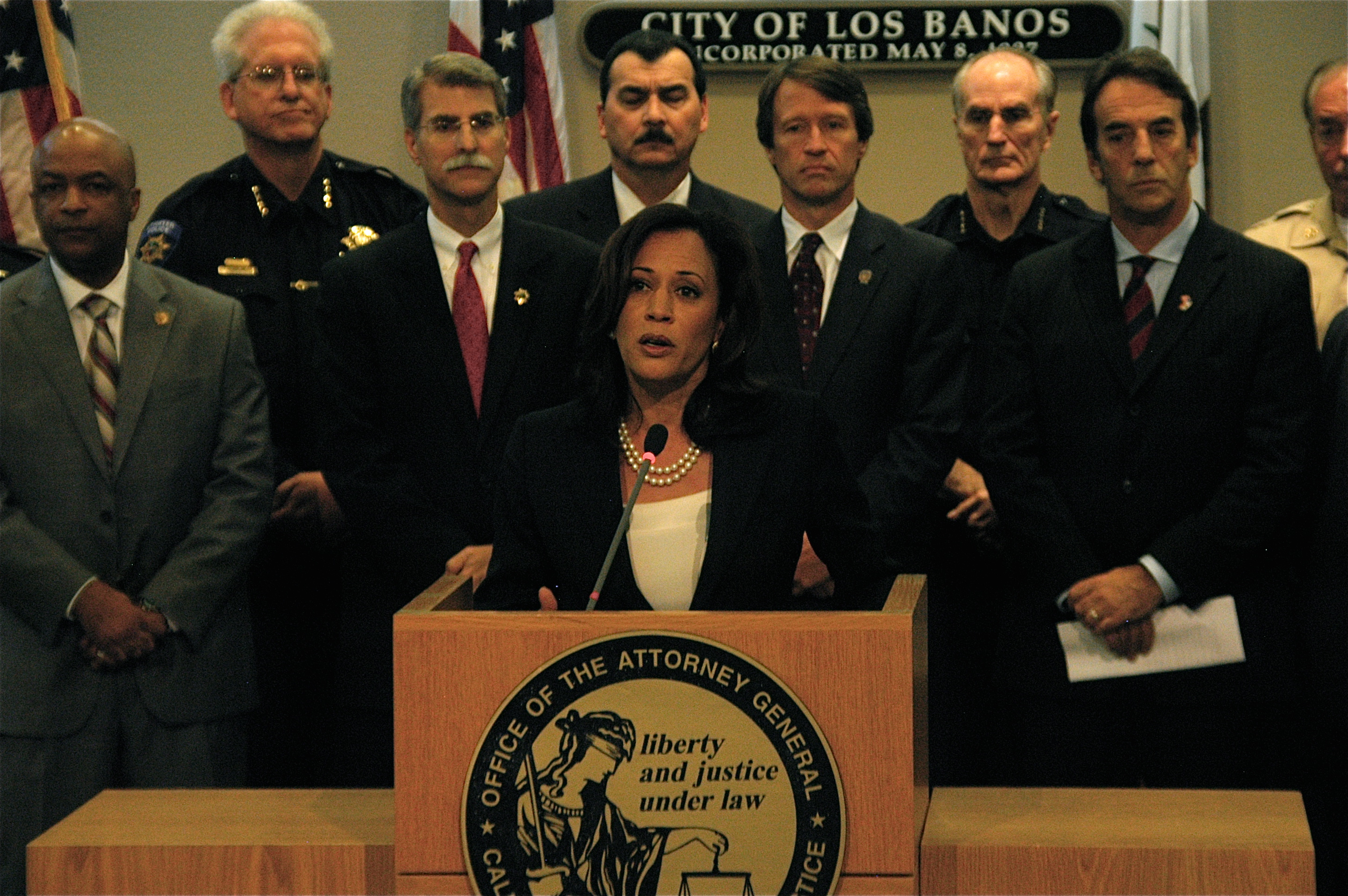
AG Harris anuncia el arresto de 101 pandilleros en Los Baños, California.

Durante su mandato como fiscal general, la oficina de Harris supervisó importantes investigaciones y procesamientos dirigidos a organizaciones criminales transnacionales por su participación en delitos violentos, esquemas de fraude, tráfico de drogas y contrabando. Importantes arrestos e incautaciones (de armas, drogas, dinero en efectivo y otros activos) bajo Harris se dirigieron al Cartel de Tijuana (2011),  Nuestra Familia, los Norteños y el Vagos Motorcycle Club (2011).    los Norteños (2015),   los Crips (2015),  la Mafia mexicana (2016),  y negocios en el distrito de la moda de Los Ángeles fueron acusados de operar una importante red de lavado de dinero para los narcotraficantes mexicanos (2014). 
En el verano de 2012, Harris firmó un acuerdo con la Fiscalía General de México, Marisela Morales, para mejorar la coordinación de los recursos policiales dirigidos a las pandillas transnacionales involucradas en la venta y el tráfico de seres humanos a través del cruce fronterizo de San Ysidro. El acuerdo pedía una integración más estrecha en las investigaciones entre oficinas y el intercambio de mejores prácticas.  En 2012, el gobernador Jerry Brown promulgó dos proyectos de ley presentados por Harris para combatir la trata de personas.  En noviembre, Harris presentó un informe titulado "El estado de la trata de personas en California 2012" en un simposio al que asistieron la  Secretaria de Trabajo de los Estados Unidos, Hilda Solís, y el Fiscal General Morales, en el que se describía la creciente prevalencia de la trata de personas en el estado y se destacaba la participación de pandillas transnacionales en la práctica.  
A principios de 2014, Harris publicó un informe titulado "Pandillas más allá de las fronteras: California y la lucha contra el crimen transnacional",  abordando el papel destacado de los delitos relacionados con las drogas, las armas y la trata de personas, el lavado de dinero y la tecnología empleados en diversos delitos relacionados con los cárteles de México, Armenian Power, Mara Barrio 18 y Mara Salvatrucha y ofreció recomendaciones para que las autoridades estatales y locales combatieran la actividad criminal.  Más tarde ese año, Harris encabezó una delegación bipartidista de fiscales generales estatales a la Ciudad de México para discutir el crimen transnacional con los fiscales mexicanos.  Luego, Harris convocó una cumbre centrada en el uso de la tecnología para combatir el crimen organizado transnacional con funcionarios estatales y federales de Estados Unidos, México y El Salvador. 